# Голлідей (Міссурі)
Голлідей (англ. Holliday) — селище (англ. village) в США, в окрузі Монро штату Міссурі. Населення — 114 особи (2020).

## Географія
Голлідей розташований за координатами 39°29′37″ пн. ш. 92°7′53″ зх. д. / 39.49361° пн. ш. 92.13139° зх. д. (39.493663, -92.131482).  За даними Бюро перепису населення США в 2010 році селище мало площу 0,68 км², з яких 0,68 км² — суходіл та 0,00 км² — водойми.

## Демографія
Згідно з переписом 2010 року, у селищі мешкало 137 осіб у 59 домогосподарствах у складі 41 родини. Густота населення становила 202 особи/км².  Було 71 помешкання (105/км²).
Расовий склад населення:
| - 98,5 % — білих - 0,7 % — корінних американців - 0,7 % — чорних або афроамериканців |

До двох чи більше рас належало 0,0 %. Частка іспаномовних становила 0,0 % від усіх жителів.
За віковим діапазоном населення розподілялося таким чином: 24,1 % — особи молодші 18 років, 54,7 % — особи у віці 18—64 років, 21,2 % — особи у віці 65 років та старші. Медіана віку мешканця становила 44,2 року. На 100 осіб жіночої статі у селищі припадало 101,5 чоловіків;  на 100 жінок у віці від 18 років та старших — 100,0 чоловіків також старших 18 років.
Середній дохід на одне домашнє господарство  становив 38 169 доларів США (медіана — 30 625), а середній дохід на одну сім'ю — 57 017 доларів (медіана — 53 125). За межею бідності перебувало 14,7 % осіб, у тому числі 25,0 % дітей у віці до 18 років та 11,1 % осіб у віці 65 років та старших.
Цивільне працевлаштоване населення становило 44 особи. Основні галузі зайнятості: виробництво — 34,1 %, освіта, охорона здоров'я та соціальна допомога — 20,5 %, публічна адміністрація — 9,1 %, транспорт — 6,8 %.